# Семела
Семела или Тиона в древногръцката митология е дъщеря на тиванския цар Кадъм и Хармония (дете на Арес и Афродита). В нея се влюбил Зевс и се заклел във водите на Стикс да изпълни всяко нейно желание. Докато Семела била бременна с неговото дете, ревнивата Хера я подмамила да поиска от Зевс да го види в цялото му величие. Когато Зевс изпълнил молбата ѝ, мълнии и гръмотевици изпълнили бащиния ѝ дворец и пламъци обхванали всичко. Ужасена от страх, Семела родила преждевременно и после умряла. Зевс пришил недоносеното бебе към бедрото си, а когато дошло времето, се родил Дионис – веселият бог на виното и плодородието. Когато Дионис пораснал, извел майка си от царството на Хадес и Семела станала една от богините, обитаващи Олимп, под името Тиона.
Според една хипотеза, името Семела има фригийски произход и означава земя. Вероятно Семела е била фригийско-тракийско божество на земята. Митът за рождението на Дионис от Зевс бил необходим, за да го въведе в кръга на Олимпийските богове, към който първоначално не е принадлежал.